# Le Gendarme et les gendarmettes
Le Gendarme et les gendarmettes (lett. Il Gendarme e le poliziotte) è un film del 1982 diretto da Jean Girault, il quale morì durante  le riprese, e completato dall'aiuto regista Tony Aboyantz. È il sesto ed ultimo film della fortunata serie de I gendarmi di Saint-Tropez, visto che anche il protagonista Louis de Funès morì poco dopo la fine della sua lavorazione.
Nonostante le critiche disastrose dalla stampa francese alla sua uscita, il film è stato un successo commerciale con 4,2 milioni di spettatori. Il film è inedito in Italia. 

## Trama
Nelle sue nuove strutture della Gendarmerie nationale, la brigata di Saint-Tropez si occupa della formazione e addestramento di un contingente di quattro giovani e belle reclute femminili in uniforme. Sebbene queste reclute si rivelino ben più in gamba dei loro istruttori, un agente di spionaggio specialista di computer le rapisce una dopo l'altra. L'esistenza della brigata è quindi messa in pericolo da questi rapimenti che sembrano inspiegabili, e i nostri gendarmi (Louis de Funès e colleghi) rischiano di brutto per trovare e salvare le novelle gendarmettes.

## Critica

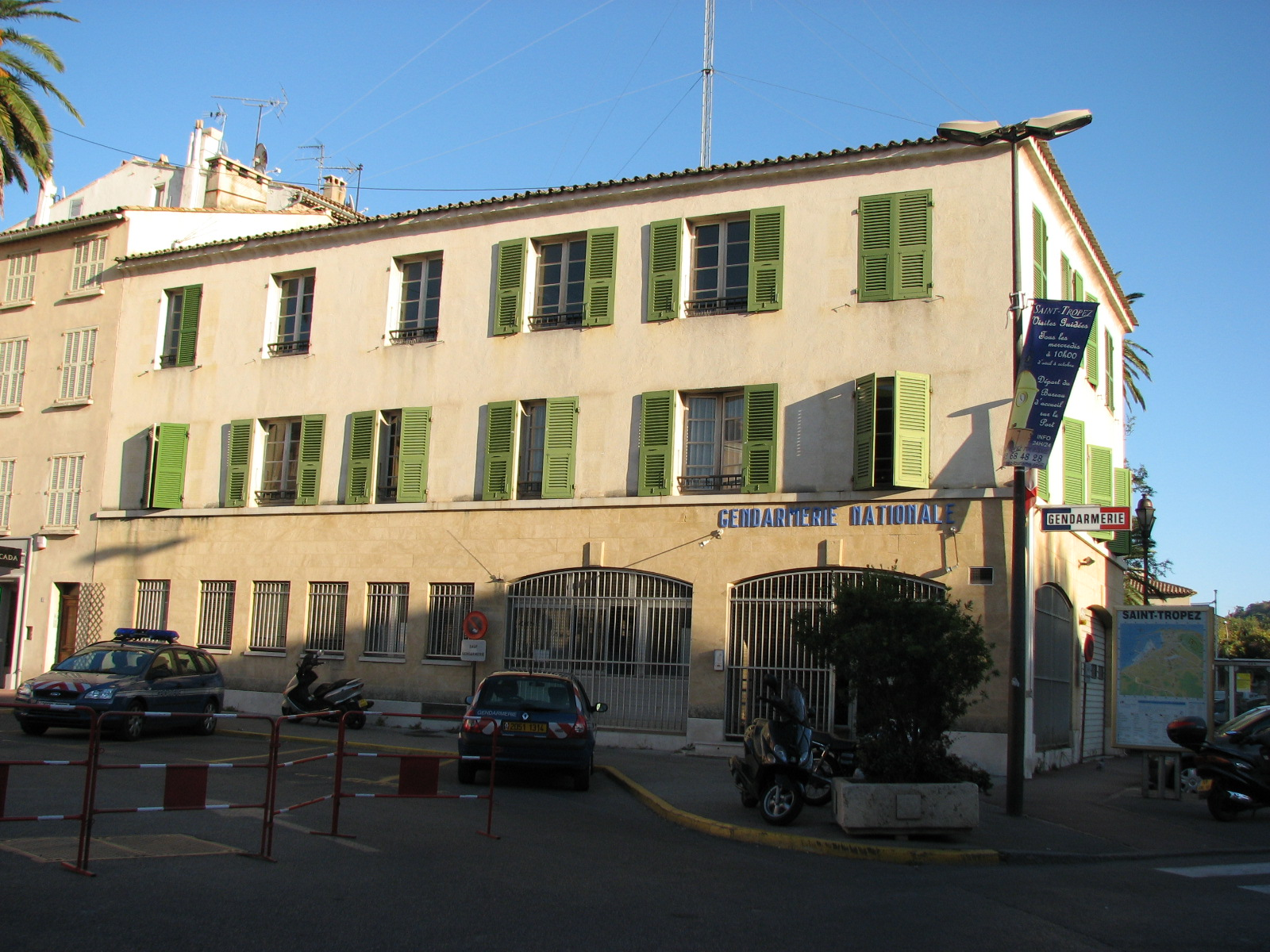
La nuova Gendarmerie nazionale usata solo in questo film rispetto ai precedenti

Sesto capitolo della serie dei Gendarmi di Jean Girault, il comico francese indossa per l'ultima volta l'uniforme del maresciallo Cruchot, film che chiude il suo lungo percorso artistico. La brigata di Saint-Tropez prima si misura con l'arrivo della tecnologia informatica e poi accoglie e forma un nuovo contingente composto da quattro belle ragazze. Da registrare il ritorno dell'insostituibile spalla muliebre, Claude Gensac. Durante le riprese muore Jean Girault, all'età di 58 anni. Tony Aboyantz, il suo assistente, porta a termine la lavorazione. La pellicola non è un capolavoro, ma la risposta del botteghino è ancora buona: i francesi amano de Funès (attirando 4,2 milioni di spettatori in prima uscita).

### Notizie e curiosità
- Jean Girault è morto durante le riprese del film, a seguito di una tubercolosi, e il suo assistente, Tony Aboyantz ha completato la pellicola.
- Questo film è l'ultimo episodio della fortunata serie francese, principalmente a causa della morte del protagonista Louis de Funès.
- L'attrice francese Babeth Étienne, che interpretava il ruolo di Marianne Bonnet, una delle reclute, all'epoca era la moglie di Johnny Hallyday.
- Il maresciallo Gerber, che nei primi quattro episodi si chiamava Jérôme, nel quinto Antoine, qui si chiama Alphonse. Sua moglie, precedentemente chiamata Cecilia (1 e 4), Gilberte (3) e Simone (5), viene qui chiamata Germaine.
- Questa ultima puntata della serie non è ambientata nella sede di polizia dei primi cinque film, ma in una gendarmeria nuova di zecca.[5]
- La stazione ferroviaria che compare nel film non è a Saint-Tropez, ma è situata a Hyères.